# Condado de Dickinson (Kansas)
El condado de Dickinson (en inglés: Dickinson County) es un condado en el estado estadounidense de Kansas. En el censo de 2000 el condado tenía una población de 19.344 habitantes. La sede de condado es Abilene. El condado fue fundado el 20 de febrero de 1857 y fue nombrado en honor a Daniel S. Dickinson, un senador de Nueva York.

## Geografía
Según la Oficina del Censo, el condado tiene un área total de 2.207 km² (852 sq mi), de la cual 2.196 km² (848 sq mi) es tierra y 11 km² (4 sq mi) (0,49%) es agua.

### Condados adyacentes
- Condado de Clay (norte)
- Condado de Geary (este)
- Condado de Morris (sureste)
- Condado de Marion (sur)
- Condado de McPherson (suroeste)
- Condado de Saline (oeste)
- Condado de Ottawa (noroeste)

## Demografía
En el  censo de 2000, hubo 19.344 personas, 7.903 hogares y 5.421 familias residiendo en el condado. La densidad poblacional era de 23 personas por milla cuadrada (9/km²). En el 2000 había 8.686 unidades habitacionales en una densidad de 10 por milla cuadrada (4/km²). La demografía del condado era de 96,44% blancos, 0,58% afroamericanos, 0,49% amerindios, 0,30% asiáticos, 0,01% isleños del Pacífico, 0,82% de otras razas y 1,36% de dos o más razas. 2,30% de la población era de origen hispano o latino de cualquier raza. 
La renta promedio para un hogar del condado era de $35.975 y el ingreso promedio para una familia era de $43.952. En 2000 los hombres tenían un ingreso medio de $30.889 versus $18.526 para las mujeres. La renta per cápita para el condado era de $17.780 y el 7,50% de la población estaba bajo el umbral de pobreza nacional.

## Ciudades y pueblos
| - Abilene - Buckeye - Carlton - Detroit | - Dillon - Elmo - Enterprise - Herington | - Holland - Hope - Industry - Lyona | - Manchester - Navarre - Pearl - Shady Brook | - Solomon - Stoney - Sutphen | - Talmage - Upland - Woodbine |